# Virecourt
Virecourt – miejscowość i gmina we Francji, w regionie Grand Est, w departamencie Meurthe i Mozela.
Według danych na rok 1990 gminę zamieszkiwało 400 osób, a gęstość zaludnienia wynosiła 79 osób/km² (wśród 2335 gmin Lotaryngii Virecourt plasuje się na 662. miejscu pod względem liczby ludności, natomiast pod względem powierzchni na miejscu 1006.).